# Bulgarica mystica
Bulgarica mystica is een slakkensoort uit de familie van de Clausiliidae. De wetenschappelijke naam van de soort is voor het eerst geldig gepubliceerd in 1893 door Westerlund.